# Pas de pitié pour les femmes (film)
Pour plus de détails, voir Fiche technique et Distribution.
Pas de pitié pour les femmes est un film français  réalisé par Christian Stengel, sorti en 1950.

## Fiche technique
- Titre : Pas de pitié pour les femmes
- Réalisation : Christian Stengel
- Scénario : Christian Stengel et Jean Giltène, d'après son roman (éditions Fleuve noir, 1950)
- Dialogues : Jean Giltène
- Photographie : René Gaveau
- Son : André Louis
- Décors : Robert Hubert
- Montage : Yvonne Martin
- Musique : Paul Misraki
- Production : Les Producteurs Associés
- Durée : 95 minutes
- Date de sortie : 
  - France : 30 août 1950
- Affiche : Jacques Bonneaud (France)

## Distribution
- Simone Renant : Marianne Séverin
- Michel Auclair : Michel Dunan, le sosie d'Alain / Alain de Norbois, le riche disparu
- Marcel Herrand : Norbert, le majordome
- Geneviève Page
- André Versini
- Robert Vattier
- René Hell
- Teddy Bilis
- René Blancard
- Jacques Castelot